# スプリングフィールド郡区 (アイオワ州シーダー郡)
スプリングフィールド郡区は、アメリカ合衆国、アイオワ州、シーダー郡にある17の郡区の一つである。2000年の国勢調査で、人口は1138人だった。

## 地理
スプリングフィールド郡区は、97.5平方キロメートル（37.66平方マイル)で、Lowdenが含まれる。
アメリカ地質調査所によると、この郡区はElliott Parr GraveとFairviewとLowdenとVan HornとZion Churchの5つの霊園が含まれる。